# Tassadia berteroanum
Tassadia berteroanum là một loài thực vật có hoa trong họ La bố ma. Loài này được (Spreng.) W.D.Stevens miêu tả khoa học đầu tiên năm 1988.